# الساندرو پیو ریچیو
الساندرو پیو ریچیو (انگلیسی: Alessandro Pio Riccio؛ زادهٔ ۶ فوریهٔ ۲۰۰۲) بازیکن فوتبال است.
وی همچنین در تیم‌های ملی فوتبال زیر ۱۵ سال ایتالیا، زیر ۱۶ سال ایتالیا، زیر ۱۷ سال ایتالیا، و زیر ۱۸ سال ایتالیا بازی کرده‌است.